# 2020. évi téli ifjúsági olimpiai játékok
A 2020. évi téli ifjúsági olimpiai játékok, hivatalos nevén a III. téli ifjúsági olimpiai játékok egy több sportot magába foglaló nemzetközi sportesemény, melyet a svájci Lausanne-ben rendeztek meg 2020. január 9. és 22. között. Magyarországot 23 sportoló képviselte a játékokon, amelyen összesen 16 sportágban, 81 versenyszámban osztottak aranyérmet a szervezők. A magyar küldöttség hat érmet, közte két aranyérmet szerzett a játékokon.

## A pályázat
A pályázatokat 2013. november 28-ig kellett benyújtani a kandidáló városoknak, amelyeket 2014. december 5-én bíráltak el. Lausanne 2015. július 31-én kapta meg a rendezési jogot.
| A 2020. évi téli ifjúsági olimpia pályázati eredményei | A 2020. évi téli ifjúsági olimpia pályázati eredményei | A 2020. évi téli ifjúsági olimpia pályázati eredményei |
| ------------------------------------------------------ | ------------------------------------------------------ | ------------------------------------------------------ |
| Város                                                  | Ország                                                 | Szavazat                                               |
| Lausanne                                               | SUI                                                    | 71                                                     |
| Brassó                                                 | ROM                                                    | 10                                                     |

## Helyszínek

### Lausanne
- Vaudoise Aréna – nyitó- és záróünnepség, jégkorong-döntő, műkorcsolya, rövidpályás gyorskorcsolya
- Lausanne campus – olimpiai falu
- Le Flon – éremátadó ceremónia

### Jura
- Prémanon, Franciaország – síugrás, biatlon, északi összetett
- Le Brassus – sífutás

### Alpok
- Leysin – freestyle sí (félcső, slopestyle), snowboard freestyle (halfpipe, slopestyle)
- Les Diablerets – alpesisí
- Villars-sur-Ollon – műlesiklás, snowboard cross, óriás-műlesiklás
- Champéry – curling
- St. Moritz – gyorskorcsolya, bob, szkeleton, szánkó, éremátadó ceremónia[5]

## Kabala
A játékok hivatalos kabaláját, Yodlit 2019. január 8-án mutatták be a CIG de Malley-n, a Lausanne HC és a HC Davos közötti jégkorong-mérkőzés előtt. Yodli egy tehén, egy bernáthegyi kutya és egy kecske kombinációja, és az ERACOM készítette.

## Jegyek
2020 januárjában bejelentették, hogy a nyitó ünnepségen kívüli eseményeket ingyen látogathatják az érdeklődők.

### Televíziós közvetítések
- Szingapúr - Mediacorp
- Thaiföld – Plan B[8]
- Malajzia - Unifi TV
- USA - Olympic Channel

## Sportágak
A 13 versenynap alatt 16 sportág 81 versenyszámában osztottak érmeket a szervezők. 13 vegyes csapatversenyt, 34 fiú és 34 lány versenyszámot rendeztek. Először rendezték meg a 3x3-as jégkorongtornát.
Az alábbi 16 sportágban indultak versenyzők:
- Alpesisí
- Biatlon
- Bob
- Curling
- Északi összetett
- Jégkorong (3x3-as jégkorong)
- Freestyle sí
- Gyorskorcsolya
- Műkorcsolya
- Rövidpályás gyorskorcsolya
- Snowboard
- Sífutás
- Síugrás
- Szánkó
- Szkeleton
- Túrasízés

## Menetrend
A téli ifjúsági olimpiai játékok eseményei helyi idő szerint (UTC +01:00):

| ● | Nyitóünnepség | ● | Versenynapok | ● | Döntők | ● | Záróünnepség |

| Január                     | 09 | 10 | 11 | 12 | 13 | 14 | 15 | 16 | 17 | 18 | 19 | 20 | 21 | 22 | Összes aranyérem |
| -------------------------- | -- | -- | -- | -- | -- | -- | -- | -- | -- | -- | -- | -- | -- | -- | ---------------- |
| Nyitóünnepség              | ●  |    |    |    |    |    |    |    |    |    |    |    |    |    |                  |
| Alpesisí                   |    | 2  | 2  | 1  | 1  | 2  | 1  |    |    |    |    |    |    |    | 9                |
| Biatlon                    |    |    | 2  | 1  |    | 2  | 1  |    |    |    |    |    |    |    | 6                |
| Bob                        |    |    | ●  | ●  | ●  | ●  | ●  | ●  | ●  | ●  | 1  | 1  |    |    | 2                |
| Curling                    |    | ●  | ●  | ●  | ●  | ●  | ●  | 1  |    | ●  | ●  | ●  | ●  | 1  | 2                |
| Északi összetett           |    |    |    |    |    |    |    |    | ●  | 2  |    |    |    | 1  | 3                |
| Gyorskorcsolya             |    |    |    | 2  | 2  |    | 1  | 2  |    |    |    |    |    |    | 7                |
| Snowboard                  |    |    |    |    |    |    |    |    |    | 1  |    | 4  | 2  | 2  | 9                |
| Jégkorong                  |    | ●  | ●  | ●  | ●  | ●  | 2  |    | ●  | ●  | ●  | ●  | 1  | 1  | 4                |
| Műkorcsolya                |    | ●  | ●  | 2  | 2  |    | 1  |    |    |    |    |    |    |    | 5                |
| Rövidpályás gyorskorcsolya |    |    |    |    |    |    |    |    |    | 2  |    | 2  |    | 1  | 5                |
| Síakrobatika               |    |    |    |    |    |    |    |    |    | 1  | 2  | 2  | 1  | 2  | 8                |
| Sífutás                    |    |    |    |    |    |    |    |    |    | 2  | 2  |    | 2  |    | 6                |
| Síugrás                    |    |    |    |    |    |    |    |    | ●  | ●  | 2  | 1  |    |    | 3                |
| Szánkó                     |    |    |    |    |    |    |    |    | 2  | 2  |    | 1  |    |    | 5                |
| Szkeleton                  |    |    | ●  | ●  | ●  | ●  | ●  | ●  | ●  | ●  | 1  | 1  |    |    | 2                |
| Túrasízés                  |    | 2  |    |    | 2  | 1  |    |    |    |    |    |    |    |    | 5                |
| Záróünnepség               |    |    |    |    |    |    |    |    |    |    |    |    |    | ●  |                  |
| Összes aznapi döntő        | –  | 4  | 4  | 6  | 7  | 5  | 6  | 3  | 2  | 10 | 8  | 12 | 6  | 8  | 81               |
| Összesítés                 | –  | 4  | 8  | 14 | 21 | 26 | 32 | 35 | 37 | 47 | 55 | 67 | 73 | 81 | 81               |
| Január                     | 09 | 10 | 11 | 12 | 13 | 14 | 15 | 16 | 17 | 18 | 19 | 20 | 21 | 22 | Összes aranyérem |

## Részt vevő nemzetek
Összesen 79 ország 1788 versenyzője – 913 fiú és 875 lány – vett részt a játékokon, ami rekord az Ifjúsági olimpiai játékok történetében. Albánia, Azerbajdzsán, Ecuador, Haiti, Hongkong, Koszovó, Pakisztán, Katar, Szingapúr, Thaiföld, Trinidad és Tobago és Türkmenisztán ezen a tornán vett részt először téli ifjúsági olimpián, csakúgy, mint Haiti, Katar és Türkmenisztán.
| - Albánia (ALB) (1) - Andorra (AND) (3) - Argentína (ARG) (16) - Ausztrália (AUS) (32) - Ausztria (AUT) (64) - Azerbajdzsán (AZE) (1) - Belgium (BEL) (9) - Bosznia-Hercegovina (BIH) (9) - Brazília (BRA) (12) - Bulgária (BUL) (17) - Chile (CHI) (8) - Ciprus (CYP) (1) - Csehország (CZE) (74) - Dánia (DEN) (26) - Dél-afrikai Köztársaság (RSA) (2) - Dél-Korea (KOR) (40) - Ecuador (ECU) (1) - Egyesült Államok (USA) (96) - Észak-Macedónia (MKD) (5) - Észtország (EST) (25) - Fehéroroszország (BLR) (19) - Finnország (FIN) (52) - Franciaország (FRA) (61) - Fülöp-szigetek (PHI) (2) - Görögország (GRE) (12) - Grúzia (GEO) (10) - Haiti (HAI) (1) | - Hollandia (NED) (15) - Hongkong (HKG) (4) - Horvátország (CRO) (10) - Irán (IRI) (6) - Írország (IRL) (2) - Izland (ISL) (4) - Izrael (ISR) (3) - Japán (JPN) (70) - Kanada (CAN) (78) - Katar (QAT) (1) - Kazahsztán (KAZ) (26) - Kína (CHN) (52) - Kirgizisztán (KGZ) (2) - Kolumbia (COL) (2) - Koszovó (KOS) (2) - Lengyelország (POL) (45) - Lettország (LAT) (30) - Libanon (LIB) (3) - Liechtenstein (LIE) (5) - Litvánia (LTU) (15) - Luxemburg (LUX) (4) - Magyarország (HUN) (23) - Malajzia (MAS) (2) - Mexikó (MEX) (7) - Moldova (MDA) (5) - Mongólia (MGL) (6) - Montenegró (MNE) (2) | - Nagy-Britannia (GBR) (28) - Németország (GER) (92) - Norvégia (NOR) (55) - Olaszország (ITA) (67) - Oroszország (RUS) (105) - Örményország (ARM) (1) - Pakisztán (PAK) (1) - Portugália (POR) (2) - Románia (ROM) (35) - San Marino (SMR) (1) - Spanyolország (ESP) (24) - Svájc (SUI) (112) (rendező) - Svédország (SWE) (51) - Szerbia (SRB) (6) - Szingapúr (SIN) (3) - Szlovákia (SVK) (48) - Szlovénia (SLO) (39) - Tajvan (TPE) (14) - Thaiföld (THA) (5) - Törökország (TUR) (14) - Trinidad és Tobago (TTO) (1) - Türkmenisztán (TKM) (1) - Új-Zéland (NZL) (20) - Ukrajna (UKR) (39) - Üzbegisztán (UZB) (1) |  |

## Éremtáblázat
Az alábbi táblázat a 10 legeredményesebb nemzetet tartalmazza. Az olimpián olyan páros- vagy csapat versenyszámokat is rendeztek, amelyekben a részt vevő csapatokban különböző nemzetek sportolói is szerepeltek, ezek az érmek a táblázatban „Nemzetek vegyes részvételei” néven vannak feltüntetve.
| Svájc (SUI) (rendező nemzet) |

Sorrend: Aranyérmek száma, Ezüstérmek száma, Bronzérmek száma
| A 2020. évi téli ifjúsági olimpiai játékok éremtáblázata | A 2020. évi téli ifjúsági olimpiai játékok éremtáblázata | A 2020. évi téli ifjúsági olimpiai játékok éremtáblázata | A 2020. évi téli ifjúsági olimpiai játékok éremtáblázata | A 2020. évi téli ifjúsági olimpiai játékok éremtáblázata | Olimpia  |
| -------------------------------------------------------- | -------------------------------------------------------- | -------------------------------------------------------- | -------------------------------------------------------- | -------------------------------------------------------- | -------- |
|                                                          | Ország                                                   | Arany                                                    | Ezüst                                                    | Bronz                                                    | Összesen |
| 1.                                                       | Oroszország (RUS)                                        | 10                                                       | 11                                                       | 8                                                        | 29       |
| 2.                                                       | Svájc (SUI)                                              | 10                                                       | 6                                                        | 8                                                        | 24       |
| 3.                                                       | Japán (JPN)                                              | 9                                                        | 7                                                        | 1                                                        | 17       |
| –                                                        | Nemzetek vegyes részvételei (MIX)                        | 6                                                        | 6                                                        | 6                                                        | 18       |
| 4.                                                       | Svédország (SWE)                                         | 6                                                        | 4                                                        | 7                                                        | 17       |
| 5.                                                       | Ausztria (AUT)                                           | 6                                                        | 2                                                        | 5                                                        | 13       |
| 6.                                                       | Németország (GER)                                        | 5                                                        | 7                                                        | 6                                                        | 18       |
| 7.                                                       | Dél-Korea (KOR)                                          | 5                                                        | 3                                                        | 0                                                        | 8        |
| 8.                                                       | Norvégia (NOR)                                           | 4                                                        | 2                                                        | 3                                                        | 9        |
| 9.                                                       | Kína (CHN)                                               | 3                                                        | 3                                                        | 4                                                        | 10       |
| 10.                                                      | Franciaország (FRA)                                      | 2                                                        | 5                                                        | 5                                                        | 12       |

## Magyar szereplés
Magyarország a vegyes csapatok küzdelmeiben hat érmet szerzett.
Érmesek
| Érem  | Versenyző         | Sportág     | Versenyszám             |
| ----- | ----------------- | ----------- | ----------------------- |
| Arany | Hegedüs Levente   | Jégkorong   | Fiú 3 × 3-as jégkorong  |
| Arany | Nagy Laura        | Curling     | Páros                   |
| Ezüst | Márton Luca Emese | Jégkorong   | Lány 3 × 3-as jégkorong |
| Bronz | Ivády Milán       | Jégkorong   | Fiú 3 × 3-as jégkorong  |
| Bronz | Metzler Regina    | Jégkorong   | Lány 3 × 3-as jégkorong |
| Bronz | Schermann Regina  | Műkorcsolya | Vegyes csapat           |